# Турцовце
Турцовце (слч. Turcovce) насељено је мјесто са административним статусом сеоске општине (слч. obec) у округу Хумење, у Прешовском крају, Словачка Република.

## Становништво
| Година:    | 1994. | 2004.   | 2014.    | 2024. |
| ---------- | ----- | ------- | -------- | ----- |
| Број људи: | 365   | 350     | 305      | 305   |
| Разлика:   |       | -4,10 % | -12,85 % | +0 %  |

| Година:    | 2023. | 2024.   |
| ---------- | ----- | ------- |
| Број људи: | 303   | 305     |
| Разлика:   |       | +0,66 % |

Према подацима о броју становника из 2024. године насеље је имало 305 становника.